# СЕНТО
СЕ́НТО (на английски: CENTO, CenTO, Cento, съкр. от Central Treaty Organization – Организация на централния договор, по модела Central Treaty Organization, на турски: Merkezi Antlaşma Teşkilatı, Bağdat Paktı; на персийски: سازمان پیمان مرکزی; на арабски: حلف بغداد), наричана също Багда́дски пакт (Baghdad Pact) или Багда́дски договор през 1955 – 1958 г., е военно-политическа организация в Средния и Близкия изток, съществувала в периода 1955 – 1979 г.
Създадена е в Багдад (Ирак) по инициативата на Великобритания, САЩ и Турция. Централата се намира в Анкара (Турция).

## История
Създаване
След края на Втората световна война САЩ и Великобритания кроят планове за възсъздаване на Близкоизточната Антанта, която формално съществува през 1938 – 1948 години въз основа на Саадабадския пакт от 1937 година, обединяващ Афганистан, Ирак, Иран и Турция. Този союз е доста нестабилен предимно заради това, че обединява страни от различни титулни нации: турци, перси, араби, пущуни. Затова САЩ се надяват да създадат нов близкоизточен съюз, т. нар. „Източен блок“, въз основа на Ирак и други независими арабски държави, обаче Първата арабско-израелска война води до американско-арабски противоречия.
В тази ситуация започва да се коментира връщането към първоначалния проект: Турция – Ирак – Иран – Афганистан, макар че по-късно се налага Афганистан да бъде сменен с неотдавна получилия суверенитет Пакистан по ред причини. Още преди подписването на Багдадския пакт, Турция и Пакистан сключват договор за взаимоизгодно сътрудничество през февруари 1954 г. Началото на дейността на СЕНТО е положено със сключването в Багдад на 24 февруари 1955 година на военен пакт между Ирак и Турция, към който на 4 април се присъединява Великобритания, на 23 септември Пакистан, на 3 ноември Иран.
СЕНТО е замислен като военен блок за региона на Югозападна Азия и Индийския океан, аналогът му е СЕАТО (1956 – 1977 г.) – военен блок за региона Югоизточна Азия и Тихия океан. През 1959 година обаче Ирак излиза от съюза и СЕНТО губи от състава си единствения представител на Арабския свят. През същата година САЩ подписват с Иран, Пакистан и Турция двустранни съглашения за сътрудничество срещу пряка или косвена „комунистическа агрессия“. Тези съглашения започват да играят определяща роля в дейността на СЕНТО, насочена срещу просъветски, антизападни и други „подривни“ сили в районите на действието на тази организация. Участниците на СЕНТО редовно провеждат военноморски, военновъздушни и сухопътни маневри.
Дейност
Проблемите със състава на СЕНТО възникват почти от самото начало на нейното съществуване. Великобритания заедно с Израел и Франция през 1956 – 57 гг. осъществяват агресия срещу Египет. Последица на този конфликт е подемът на национализма в арабските страни, сред които е антимонархическата Революция на 14 юли 1958 година в Ирак, в резултат на която на 24 март 1959 година той официално излиза от организацията. През 1962 година подобна революция се случва и в Северен Йемен, който не влиза в СЕНТО, но се разполага в зоната на действието му. През 1958 година Султанат Маскат, намиращ се под британски протекторат, предава на Пакистан своето последно задморско владение – пристанищния град Гвадар. Междувременно ситуацията в самия Маскат, а също и във формално независимия Имамат Оман все повече се нажежава. През 1959 година след активирането на оманските сепаратисти в Султаната Маскат и усилването на националноосвободителната борба в Имамат Оман британските войски съвместно с маскатския султан окупират по-голямата част от Имамата Оман, което води към сериозни протести на международната общност в продължение на 1960-те години. Заедно с това в Оман особено ожесточено се оказва освободителното движение в Южен Йемен през 1963 – 1967 г.
Разпадане
Скоро Великобритания започва постепенно да губи своите владения в региона на Средния и Близкия изток, като получават независимост: Кипър (1960), Кувейт (1961), Малдивите (1965), Южен Йемен (1967), а също и южните страни на Персийския залив и Източна Арабия: Оман, Катар, Бахрейн и ОАЕ (1971). В частност последните изброени страни получават независимост основно заради решението на Лондон в началото на 1970 година за извеждането на британските войски от района „на изток от Суец“ (преди всичко се предвижда закриването на британските военни бази в протектората на Персийския залив). През 1971 от Пакистан се отделя Източен Пакистан (като Бангладеш).
През 1960-те – началото на 1970-те години между страните в СЕНТО възникват разногласия. Някои от азиатските участници на блока осъждат курса на правителството на Израел (Шестдневна война от 1967 г., Война на Съдния ден от 1973 г. и др.), който се поддържа от САЩ и други западни държави, и предлагат да се подсили икономическото сътрудничество в рамките на блока, считайки го за важна задача на организацията. През 1974 г. Турция осъществява нахлуване в Кипър (където все още остават британски военни бази) и окупират северната част на острова. Турската агресия се възприема негативно от редица участници в СЕНТО, които имат добри отношения с Гърция.
Ислямската революция в Иран води до излизане на страната от СЕНТО, след това излиза и Пакистан през март 1979 година. В състава на блока остават само страни-членки на НАТО и още същата година правителството на Турция предлага да бъде прекратена дейността на СЕНТО поради фактическо изчерпване на функциите му. Формално СЕНТО функционира до август 1979 година.

## Организация
Състав
В състава на СЕНТО официално влизат следните държави:
- Великобритания (от април 1955),
- Ирак (до март 1959),
- Иран (ноември 1955 – март 1979),
- Пакистан (септември 1955 – март 1979),
- Турция.

Макар че САЩ формално не са член на СЕНТО, те участват в основните комитети от 1956 – 1957 г. Великобритания и Турция, заедно със САЩ, същевременно са членове на основния западен военнополитически блок НАТО.
Структура
Главните органи на СЕНТО са:
- Постоянният съвет на министрите (сесиите се провеждат всяка година),
- Секретариатът (начело с ръководителя на организацията генералния секретар) и
- 4 комитета (военен, по борба с „подривната дейност“, икономически и комитет на връзките).

Има Обединен щаб на военното планиране на блока и редица подкомитети и технически групи.
Генерални секретари
| Период      | Име                           | Гражданство                          |
| ----------- | ----------------------------- | ------------------------------------ |
| 1955 – 1958 | Авни Халиди                   | Ирак Кралство Ирак                   |
| 1959 – 1961 | Мирза О.А. Бег                | Пакистан Ислямска Република Пакистан |
| 1962 – 1968 | Абас-Али Халатбари            | Иран Иран                            |
| 1968 – 1972 | Рифат Тургут Менеменджиоглу   | Турция Република Турция              |
| 1972 – 1975 | Насър Ассар                   | Иран Иран                            |
| 1975 – 1977 | Умит Халук Байюлкен           | Турция Турция                        |
| 1977 – 1978 | Сидар Хасан Махмуд (временен) | Пакистан Ислямска Република Пакистан |
| 1978 – 1979 | Камран Гюрюн                  | Турция Република Турция              |